# 12813 Paolapaolini
12813 Paolapaolini eller 1996 CU8 är en asteroid i huvudbältet som upptäcktes den 14 februari 1996 av de båda italienska astronomerna Ulisse Munari och Maura Tombelli vid Cima Ekar-observatoriet. Den är uppkallad efter Paola Paolini.
Asteroiden har en diameter på ungefär 5 kilometer och den tillhör asteroidgruppen Gefion.